# Folie Saint James

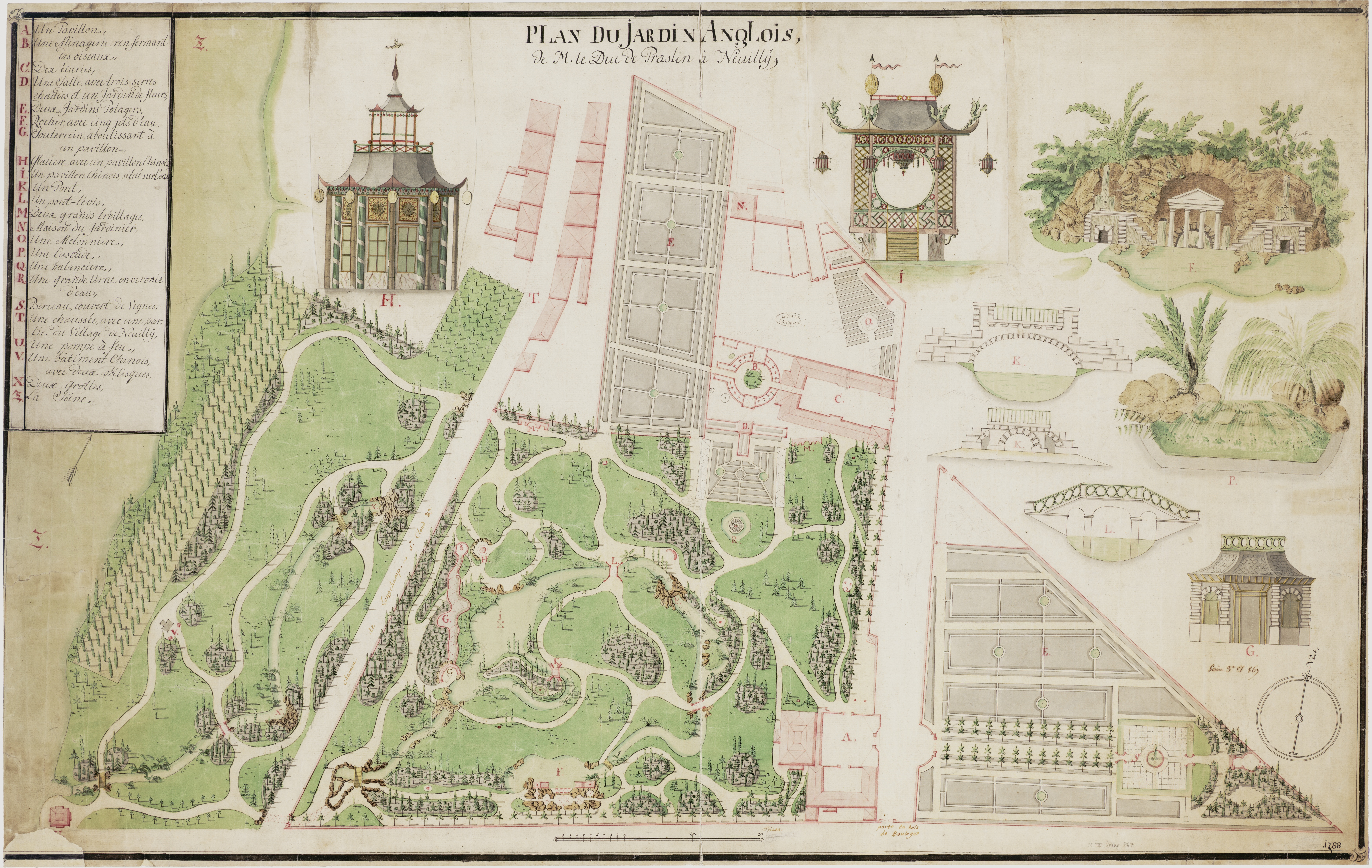
̥Plán parku se stavbami a pavilóny, z roku 1788

Folie Saint James je park s vilou a několika zahradními stavbami na pařížském předměstí Neuilly-sur-Seine ve Francii, vytvořený ve stylu romantismu a anglického parku mezi léty 1777 a 1780. 

## Historie

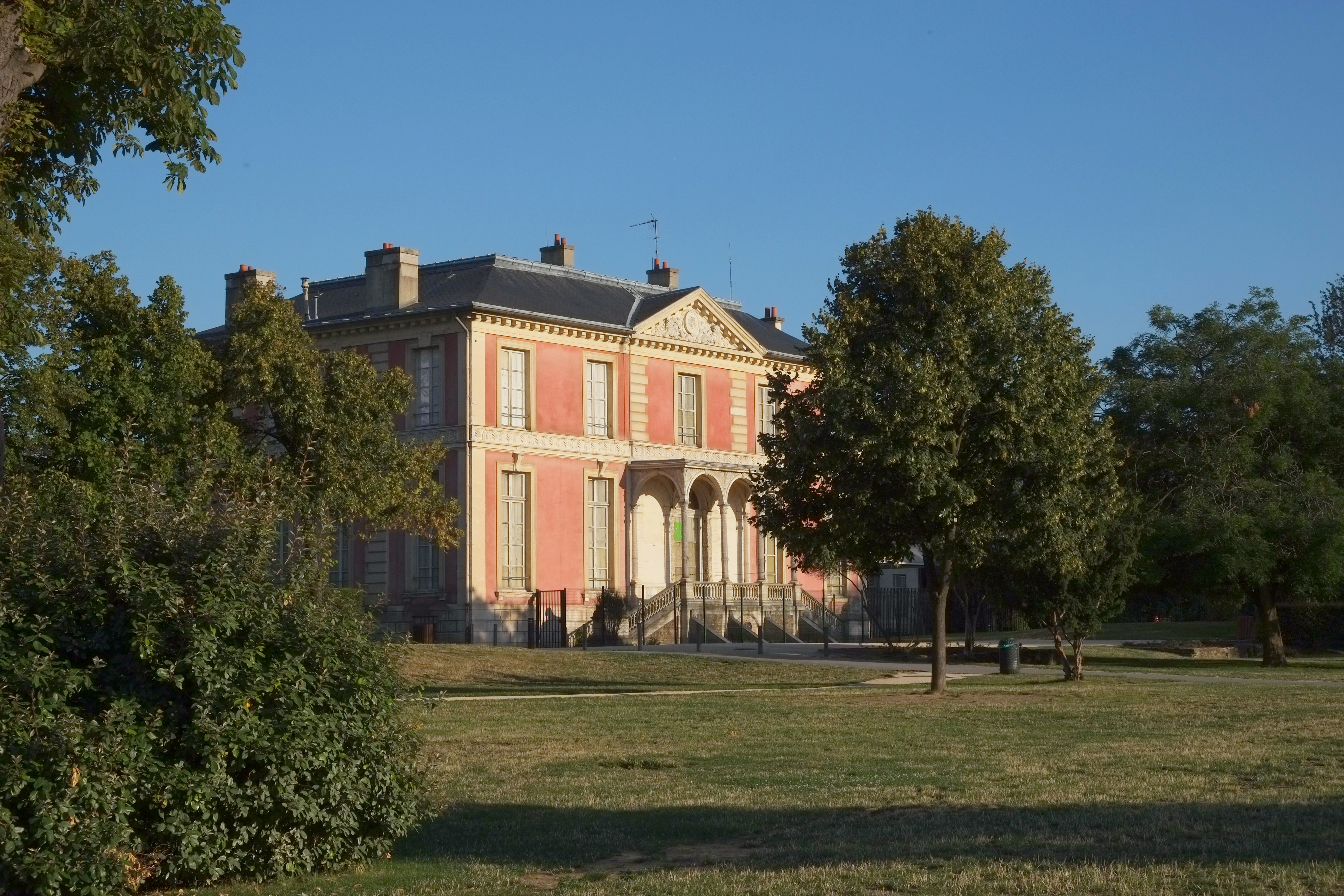
Vila barona ze Saint James

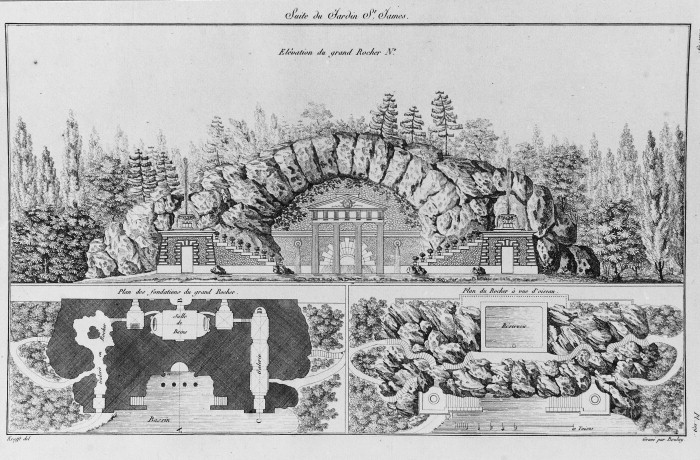
Velká grotta s půdorysem vodních zdrojů, rytina

Pozemek se starším objektem z roku 1638 v tehdy královské rezidenční obci Neuilly-sur-Seine zakoupil od krále Claude Baudard de Vaudésir, baron ze Sainte Gemmes-sur-Loire, který si z obdivu k anglické kultuře přeložil svůj titul do angličtiny ze Saint James (1738-1787). Byl pokladníkem francouzského královského námořnictva a francouzských kolonií, jedním z nejvyšších úředníků krále Ludvíka XVI.
Park s parkovými stavbami navrhl zahradní architekt François-Joseph Belanger, který navrhl také další park a zámek v téže obci, Château de Bagatelle pro Karla Filipa, hraběte z Artois (Karel X.). Claude Baudard ze Saint James dal Belangerovi k projektu následující pokyn: „Dělejte, co chcete, tak dlouho, dokud to bude drahé.“ 
Claude Baudard de Saint James investoval všechen svůj kapitál (7 milionů livrů) do plantáží v Santo Domingu v Karibiku a během finanční krize  o ně  přišel. Když 2. února 1787 zbankrotoval, žádal krále o výpomoc, ale králův ministr financí Charles-Alexandre de Calonne ji odmítl. Baron byl zatčen a na tři měsíce vsazen do Bastily, užívané také jako vězení pro dlužníky. Krátce po propuštění v červnu 1787 ve svých 48 letech zemřel. Palác s parkem a všemi objekty byly zabaveny a prodány. Koupil je vévoda Rénaud César de Choiseul-Praslin. Koncem 19. století zde bylo soukromé sanatorium, v němž pobýval malíř Henri de Toulouse-Lautrec.

## Projekt
Park je situován po stranách silnice z Longchamps do St. Cloud, která tvoří jeho podélnou severojižní osu. Je rozčleněn terénními úpravami a cestami do asymetrických úseků. Původní klikaté cestičky byly zrušeny již v 19. století. Obytné objekty jsou dva: zcela přestavěná dvoupatrová budova na severním okraji areálu a vila se sloupovým portikem, navržená ve stylu italského palladianismu, kterou projektoval Jean-Michel Chevote. Hlavní atrakcí parku byla sestava čtyřiceti osmi romantických staveb a uměle navršených kamenných útvarů, spojených vodním systémem umělých potoků, procházející pod několika můstky a svedených do vodopádů, vodotrysků a jezírek. Okrasnými stavbami byly čínská pagoda s jezírkem, čínský pavilón se dvěma obelisky, jezírko kolem sloupu s antikizující urnou, sloupek s krmítkem pro ptáky,  dochovaný antikizující korintský "chrám lásky" se sochou Diany, kabinet kuriozit přírody, domek zahradníka (původně s doškovou střechou), domek pro přípravu ohňostrojů a především  dva rozměrné skalní útvary: ten větší je navršen do tvaru mušle z bloků kamene, dovezených na vozech z lesa Fontainebleau a doplněný cihlovými fasádami. Skalní útvar je čtyřicet tři metry dlouhý, osmnáct metrů široký a dvanáct metrů vysoký, na přední straně je vstup do grotty, krytý portikem antikizujícího chrámu s dórskými sloupy, po jeho stranách dva vodopády a dva vstupy do grotty. K vyhlídkové plošině na vrcholu skály vedou dvě schodiště. Za skalami jsou kaskády pro přívod vody. Vnitřkem grotty vede tunel pokrytý krápníky, minerály a krystaly, k dalším jeskyním, do klenuté místnosti lázně s bazénem a kamennými pohovkami.
Park byl podle plánu z roku 1787 rozdělen na část okrasnou se vzácnými stromy, keři a květinovou zahradou, a část užitkovou, v níž se pěstovaly například melouny a brambory. 
Skotský zahradník Thomas Blaikie popsal Folie Saint James takto: „Tato zahrada je bezesporu příkladem extravagance, spíše než vkusu. Je zde v přední části domu postaveno  skalisko, nebo spíše oblouk z velkých kamenných bloků, po kterých, zdá se, stéká voda. Ale i když byla stavba zhotovena za vysokou cenu, nemá nic společného s přírodou a přírodními krásami, protože skály jsou smíchány s vyřezávanými kameny, a uprostřed je i malý korintský chrám. Všechno ostatní je stejně směšné, protože zde není žádná hora nebo kopec v okolí, aby vytvořil tuto obrovskou masu skály.“
Část zahrady s některými stavbami a vstupní brána s obvodovými zdmi byly strženy v roce 1895, po druhé světové válce se areál stal městským parkem.

## Galerie

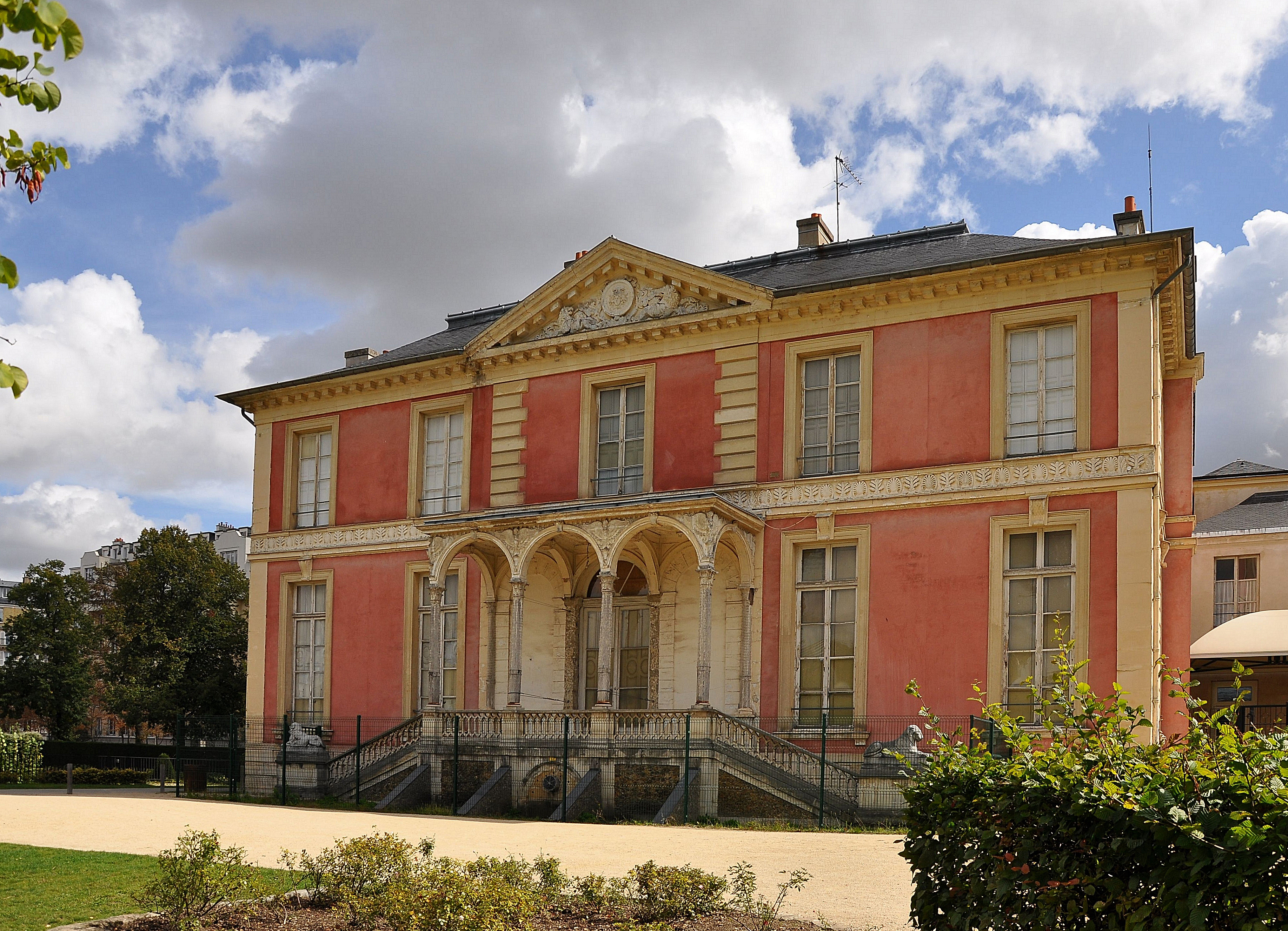
Vila Folie Saint-James
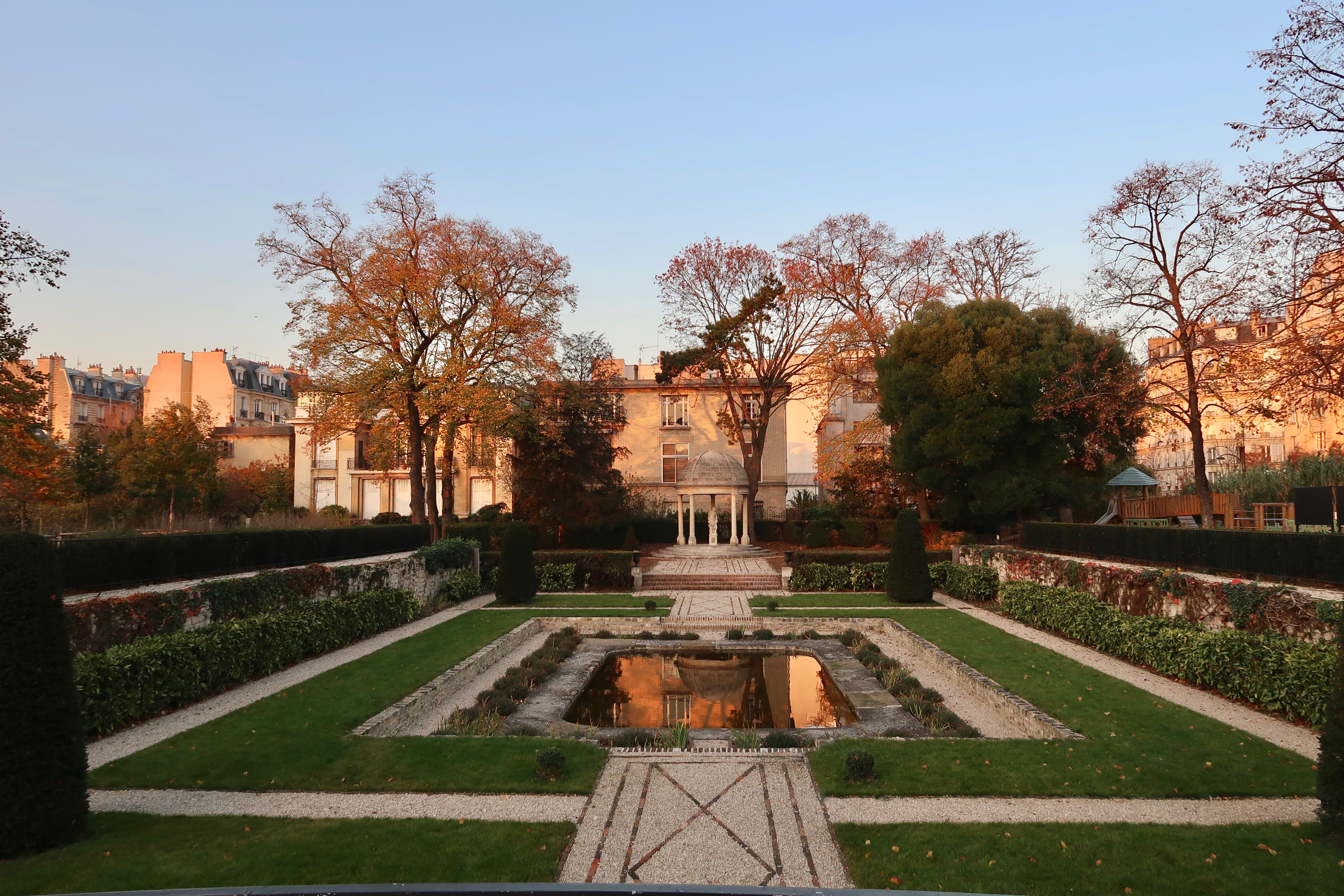
Lázeň s chrámem, v pozadí obytný dům
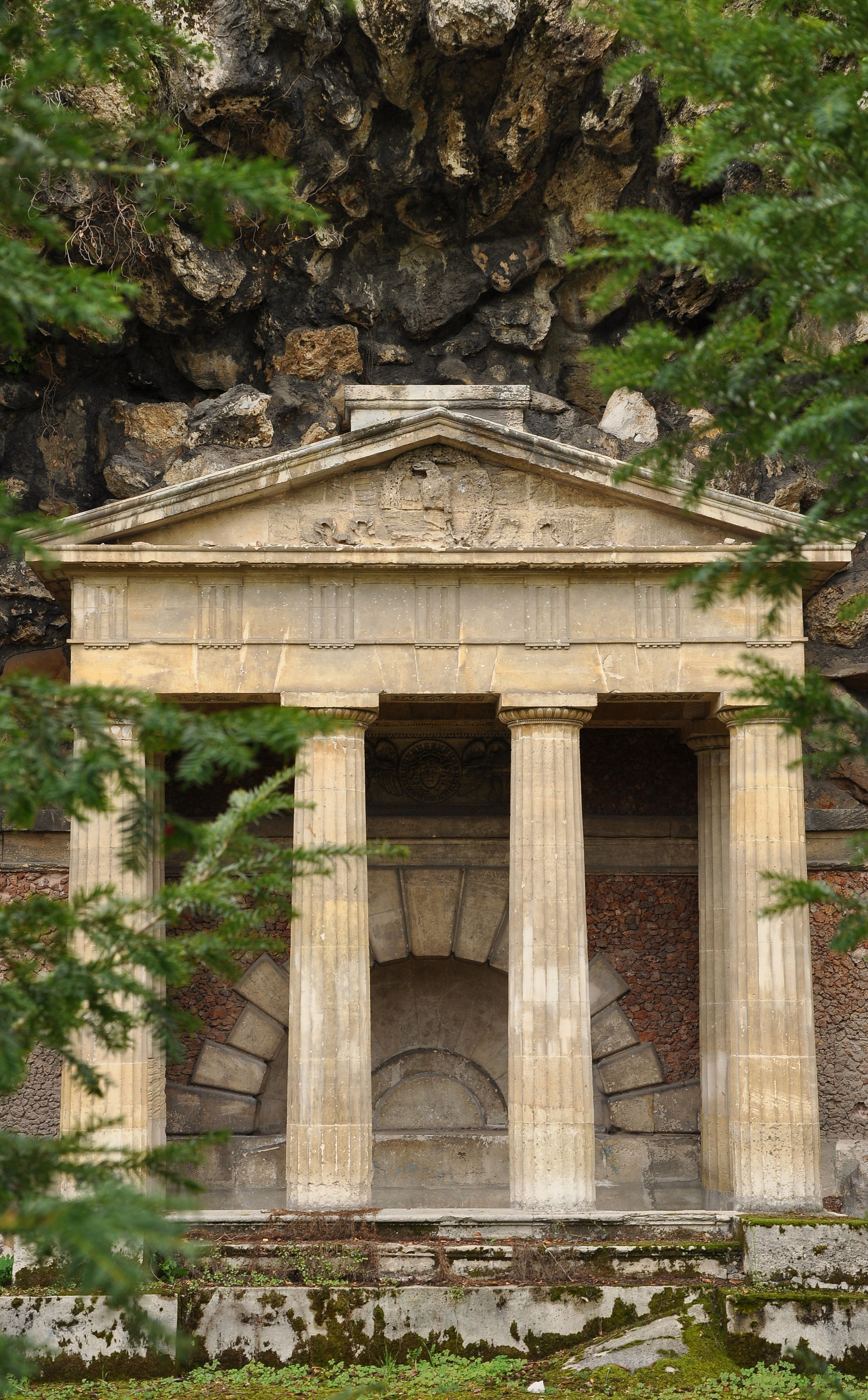
Dórský portikus před obnovou
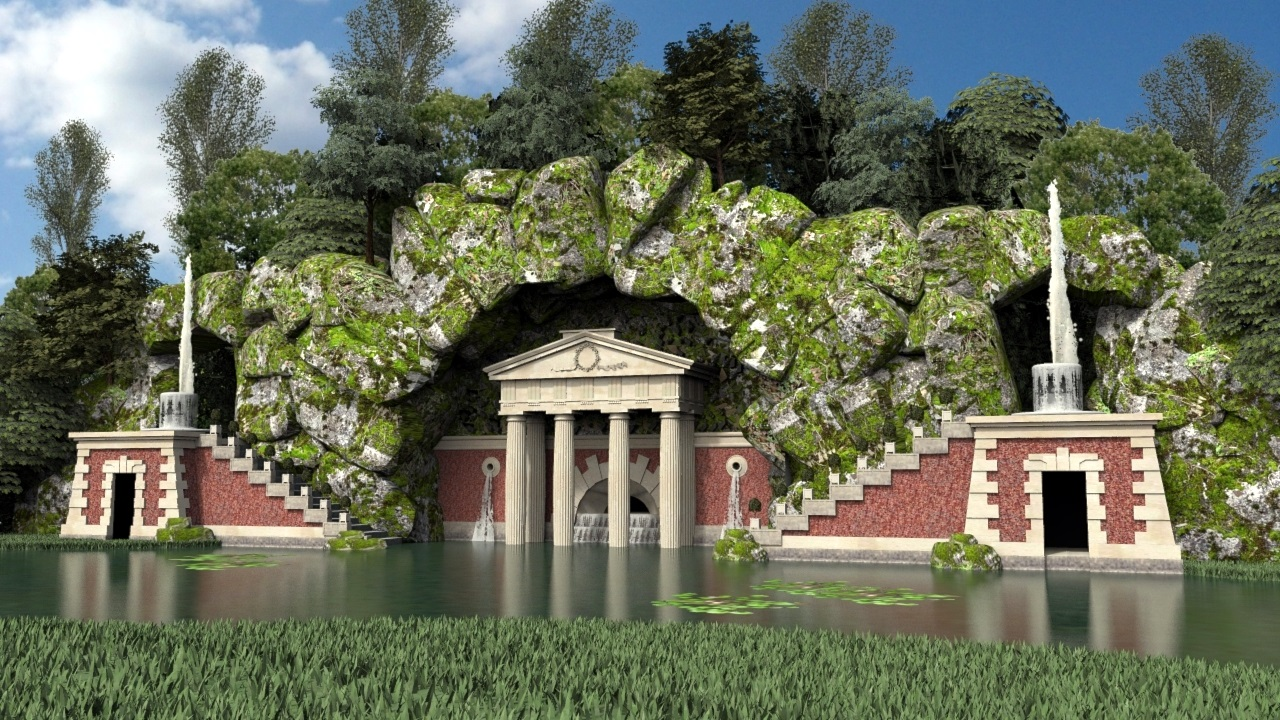
Skála s portikem po obnově
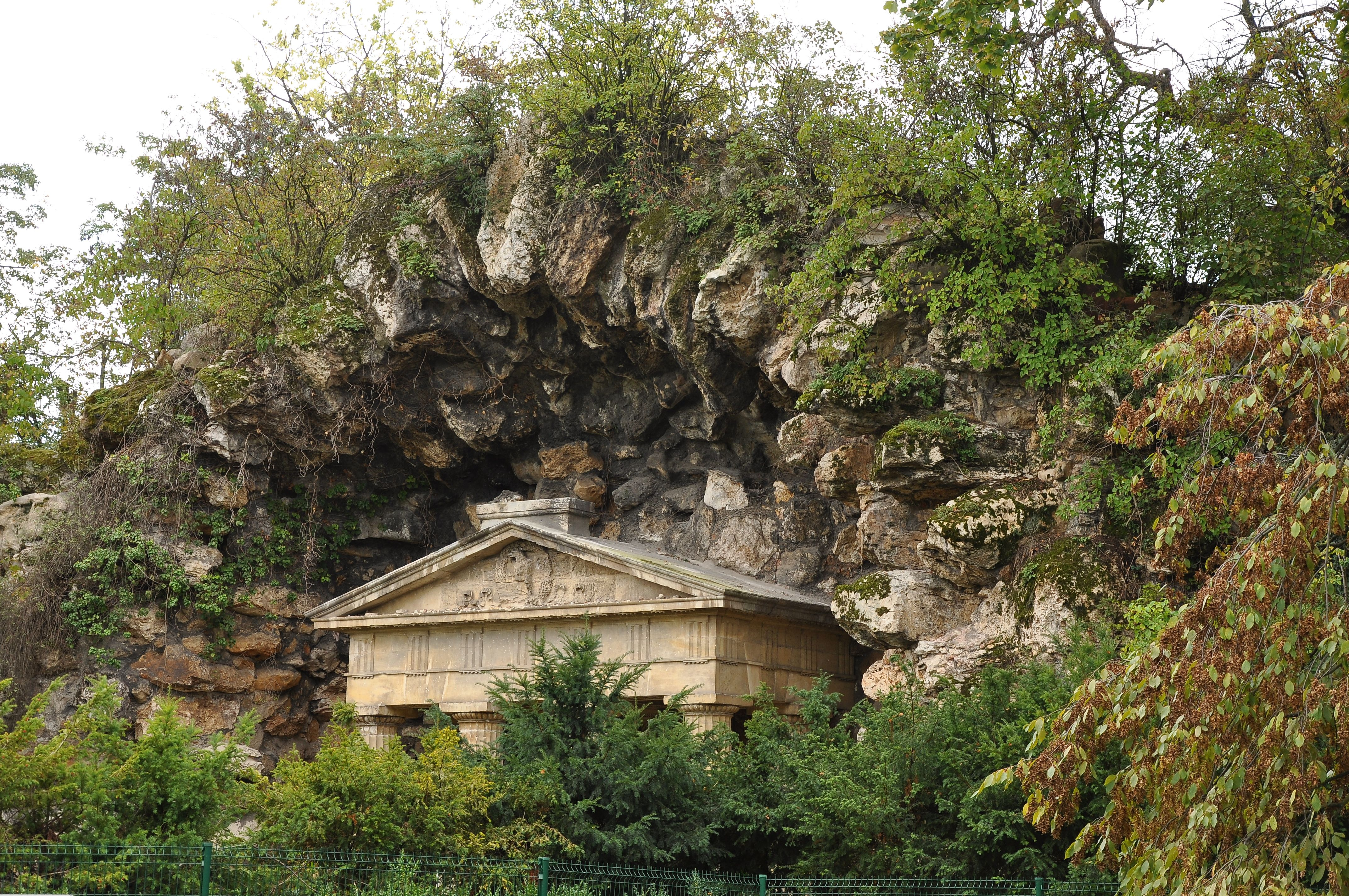
Kamenné bloky grotty před obnovou
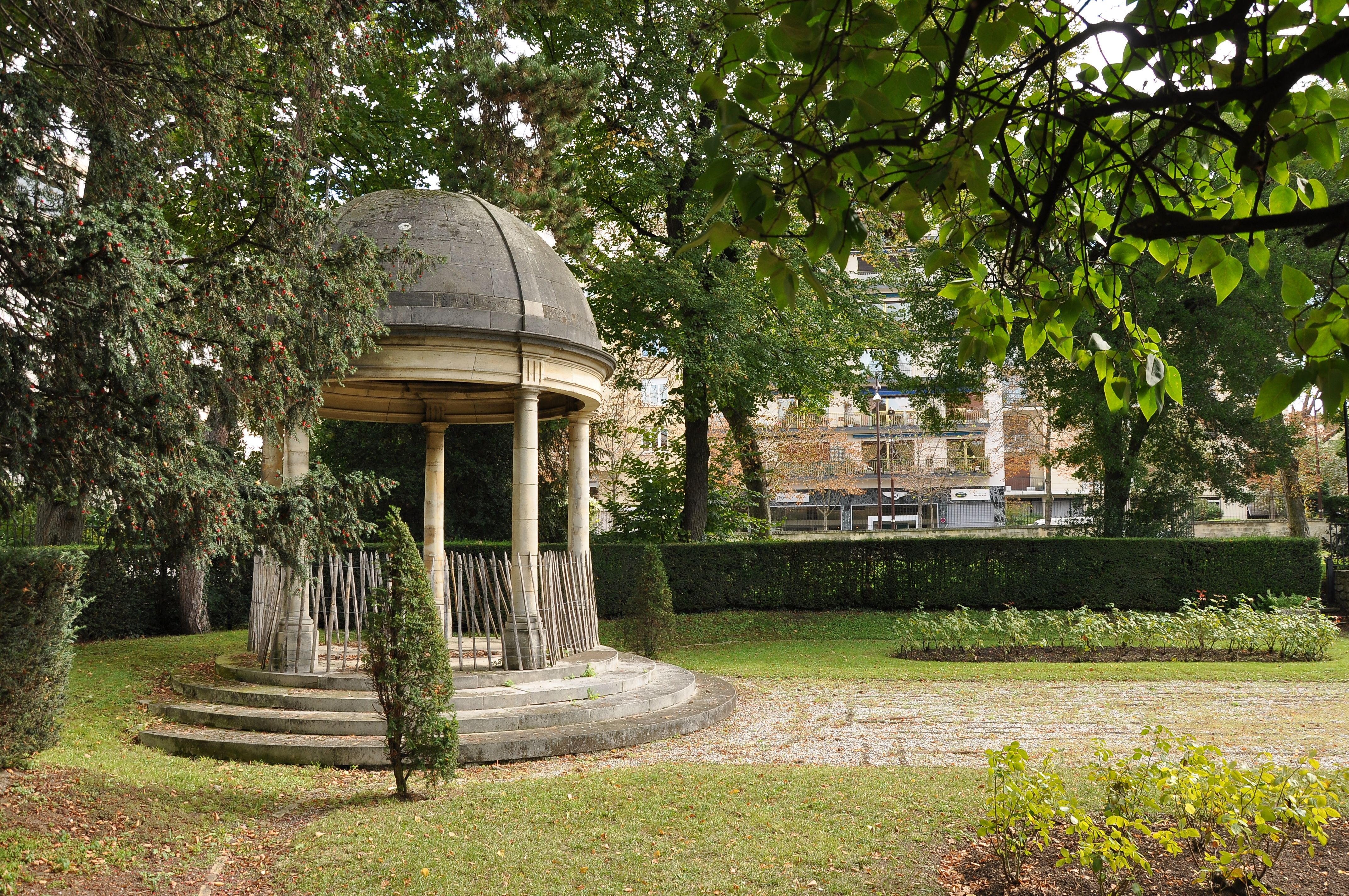
Chrám lásky před obnovou
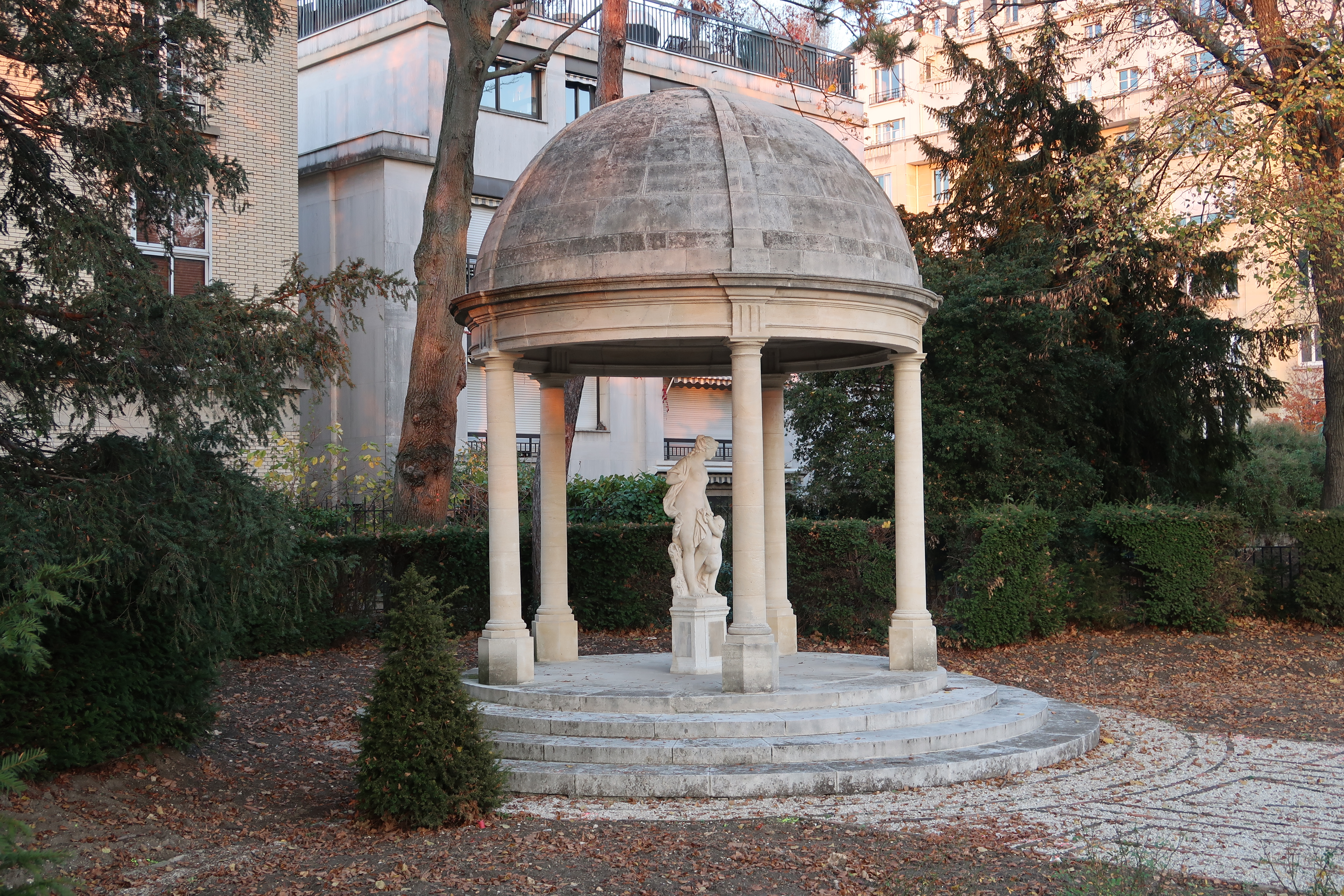
Chrám lásky se sochou Diany
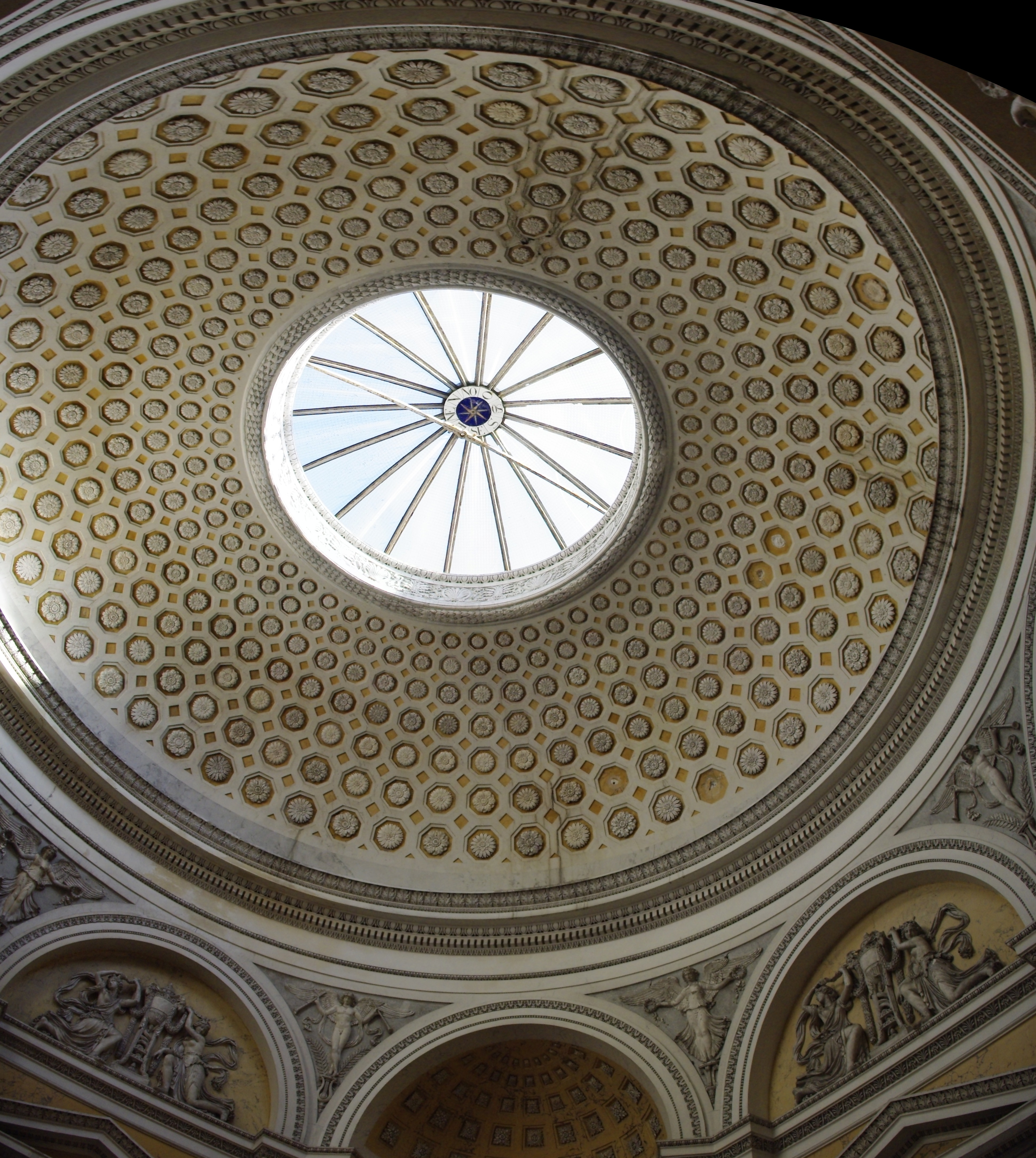
Kupole kabinetu kuriozit
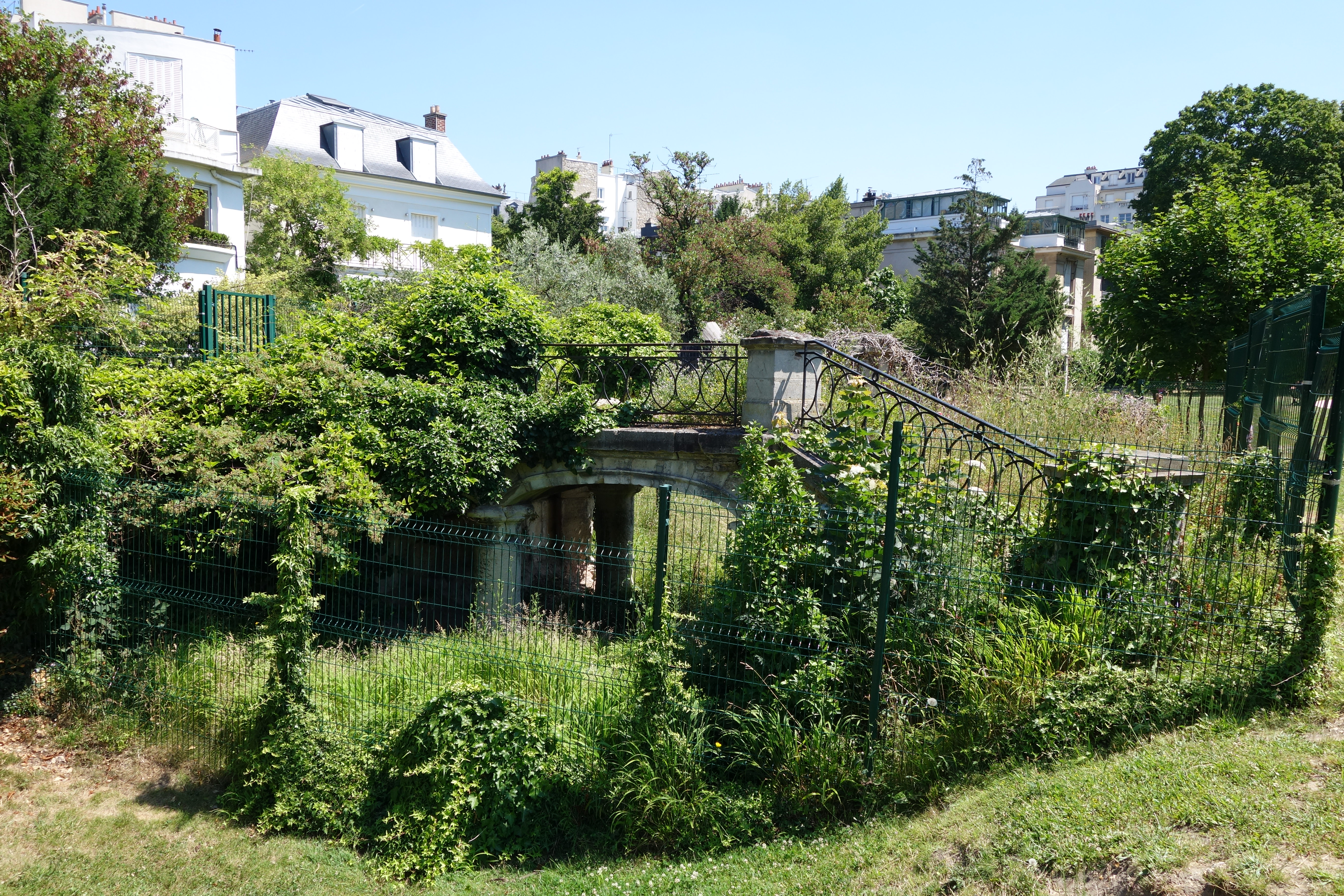
Kamenný most